# Arapahoe (Wyoming)
Arapahoe és una concentració de població designada pel cens dels Estats Units a l'estat de Wyoming. Segons el cens del 2000 tenia 1.766 habitants.

## Demografia
Segons el cens del 2000, Arapahoe tenia 1.766 habitants, 440 habitatges, i 371 famílies. La densitat de població era de 21,7 habitants/km².
Dels 440 habitatges en un 44,8% hi vivien nens de menys de 18 anys, en un 47,3% hi vivien parelles casades, en un 23,6% dones solteres, i en un 15,5% no eren unitats familiars. En el 13,9% dels habitatges hi vivien persones soles el 5,7% de les quals corresponia a persones de 65 anys o més que vivien soles. El nombre mitjà de persones vivint en cada habitatge era de 3,96 i el nombre mitjà de persones que vivien en cada família era de 4,32.
Per edats la població es repartia de la següent manera: un 41,6% tenia menys de 18 anys, un 10,7% entre 18 i 24, un 25,4% entre 25 i 44, un 16,5% de 45 a 60 i un 5,8% 65 anys o més.
L'edat mediana era de 23 anys. Per cada 100 dones de 18 o més anys hi havia 101,8 homes.
La renda mediana per habitatge era de 22.679 $ i la renda mediana per família de 24.659 $. Els homes tenien una renda mediana de 25.119 $ mentre que les dones 16.607 $. La renda per capita de la població era de 8.943 $. Entorn del 35,5% de les famílies i el 45% de la població estaven per davall del llindar de pobresa.

## Poblacions més properes
El següent diagrama mostra les poblacions més properes.